# Obersteinach (Ilshofen)
Obersteinach ist ein Stadtteil von Ilshofen im nordostwürttembergischen Landkreis Schwäbisch Hall.

## Geographie
Der Stadtteil Obersteinach ist eine durch einen schmalen Streifen fremder Gemeindegebiete abgetrennte Gebietsexklave Ilshofens. Der namengebende Hauptort Obersteinach ist etwa 6 Kilometer in nordwestlicher Richtung von der Stadtmitte entfernt. Auf der Hohenloher Ebene zwischen den tief eingeschnittenen Flusstälern der Jagst im Norden und des Kochers etwas entfernter im Westen gelegen, erstreckt sich Obersteinachs Gebiet im Norden fast bis an die Hangschulter des Jagsttals, im Osten bis zur Straße Wolpertshausen – Gerabronn (L 1037), im Süden bis zum Altenberger Zweig des Grimmbachs und im Westen und Nordwesten bis zum tief eingeschnittenen Hauptzweig desselben, der bei Obersteinach selbst aus zwei noch flach dahinziehenden Quellbächen zusammen- und westlich des Gebiets dem Kocher zuläuft.
Auf der leicht hügelige Landschaft gibt es außer in den tiefen Taleinschnitten im Westen nur kleine Waldstücke, der offene Anteil steht überwiegend unterm Pflug, weil der zum Teil noch von dünnen Lettenkeuper- (Erfurt-Formation) oder Lössschichten überlagerte Muschelkalk gute Ackerböden liefert. Wo er verkarstet ist, finden sich Dolinen.
Der Stadtteil besteht neben dem größten namengebenden Ort aus fünf weiteren Teilorten:  Sandelsbronn nahe im Südosten, Altenberg ganz im Südwesten, Windisch-Brachbach und weiter Niedersteinach im Westen sowie Söllbot im Nordwesten, alle landwirtschaftlich geprägte Weiler. Hauptverkehrsachsen sind die L 1042 aus Ilshofen durch Obersteinach in Richtung Langenburg und auch die schon erwähnte L 1037, daneben verbinden einige Kreis- und Dorfstraßen die einzelnen Siedlungsplätze des Stadtteils.

## Geschichte
Durch die Kreisreform 1938 wurden die Weiler Altenberg, Niedersteinach, Sandelsbronn und Windisch-Brachbach eingegliedert. 1972 kam der Ort Söllbot hinzu.
Am 1. Januar 1972 wurde Obersteinach nach Ilshofen eingemeindet.

### Altenberg
Altenberg wird in Verbindung gebracht mit dem bis 1480 ansässigen Ortsadel der Alten von Altenberg. 1450 erhielt der Weiler die Kapelle zur hl. Marie (ab 1489 Kapelle St. Margarete), die bis ins Jahr 1597 Filial von Orlach war. 1708 wurde die Kapelle durch die Herren von Gemmingen zur Pfarrkirche erhoben.

### Niedersteinach
Erstmals 1477 unter dem Namen Nidern Steinach erwähnt. Niedersteinach gehörte, wie der Teilort Altenberg, zum Rittergut der Herren von Gemmingen. Bis in das Jahr 1806 zählte Niedersteinach zum Kanton Odenwald des fränkischen Ritterkreises.

### Sandelsbronn
Erstmals 1369 unter dem Namen Sandoltesbrunnen erwähnt.